# سودا (موسوعة)

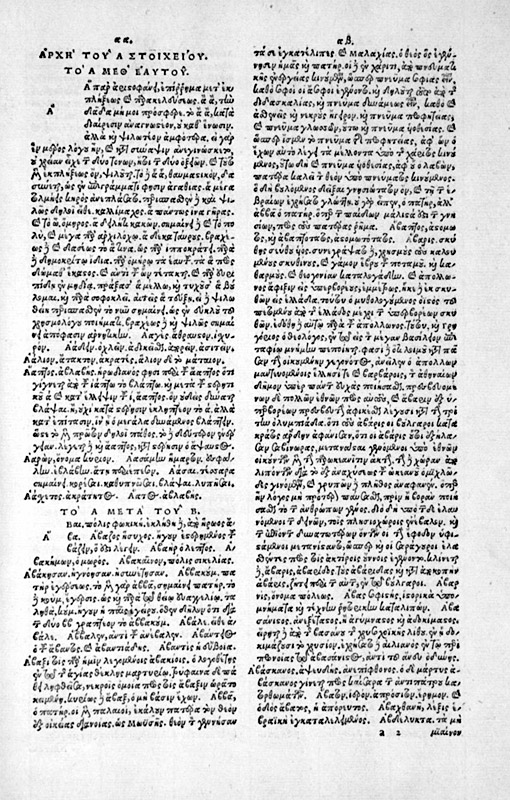
الصفحة الأولى من طبعة قديمة للـ «سودا».

سودا (كلمة يونانية تعني «الحامية» أو «الحصن»، وسميت في المصادر العربية القديمة الثغور) هي موسوعة بيزنطية ضخمة، كتبت في القرن العاشر الميلادي، وتناولت كل ما له علاقة بثقافات وقضايا البحر المتوسط القديم.
وينسب العمل إلى مؤلف اسمه «سودس». ولعل الكثير من المعلومات الواردة فيها، قد اقتُبست من مصادر قديمة تعد اليوم في عداد المصادر الضائعة.